# Nécropole de Cala Sant Vicenç
 (août 2023).
La nécropole de Cala Sant Vicenç, appelée aussi grottes de l'Alzinaret, est un ensemble de grottes artificielles datées de l'âge du bronze, situées sur la commune de Pollença, dans le nord de l'île de Majorque, dans l'archipel des Baléares, en Espagne. La nécropole comprend sept grottes creusées au cours de la période naviforme (1600 - 1050 av. J.-C.).

## Historique
La nécropole de Sant Vicenç a été décrite dès le XVIIe siècle par l'historien Joan Binimelis dans son ouvrage Histoire de Majorque. À la fin du XIXe siècle, Émile Cartailhac visite le site et décrit quelques grottes dans son ouvrage Monuments primitifs des îles Baléares. En 1926, Wilfred Hemp dans son ouvrage Some Rock-cut Tombs and Habitation Caves in Mallorca mentionne quinze grottes sur le site et les numérote de 1 à 15.

## Description
Les grottes ont été creusées dans le sous-sol rocheux. Leur architecture est plus ou moins complexe : certaines sont de simples cavités en forme d'abside et d'autres s'apparentent à des hypogées avec une antichambre, une chambre, des niches et des bancs latéraux.
La grotte n°6 mesure environ 12 m de longueur et comprend une petite abside. À l'intérieur de cette grotte, on a trouvé une pierre cylindrique interprétée comme étant une idole, seul cas connu de ce genre à Majorque. La grotte n°7 est la mieux conservée. Elle comprend une ouverture en forme de carré d'environ 1 m de côté qui permet d'accéder presque de plain-pied à l'antichambre et à la chambre principale, séparées par une pierre de seuil. Des fragments de boutons en os à perforation en « V » constituent le seul matériel archéologique préhistorique découvert dans la grotte. Plusieurs trous dans le sol et dans les murs résultent de l'utilisation moderne de la grotte, notamment comme prison durant la Guerre d'Espagne.